# Musikjahr 1773
Liste der Musikjahre

◄◄ | ◄ | 1769 | 1770 | 1771 | 1772 | Musikjahr 1773 | 1774 | 1775 | 1776 | 1777 | ► | ►►

Weitere Ereignisse
Dieser Artikel behandelt das Musikjahr 1773.

## Ereignisse
- Der österreichische Hornist Joseph Leitgeb begleitet ab Februar Leopold und Wolfgang Amadeus Mozart bei ihrer dritten Italienreise, zu der sie am 24. Oktober 1772 aufgebrochen sind und die bis zum 13. März 1773 dauert.
- 24. Mai: Das Teatro Fraschini in Pavia wird mit der Oper Il Demetrio (Josef Mysliveček (Musik) und Pietro Metastasio (Libretto)) feierlich eröffnet.
- Von Mitte Juli bis Ende September findet die dritte Wienreise von Wolfgang Amadeus Mozart und seinem Vater Leopold statt.
- Ab Oktober bewohnt die Familie Mozart den ersten Stock des Tanzmeisterhauses in Salzburg, welches zuvor dem Salzburger Hoftanzmeister Franz Gottlieb Spöckner gehört hatte.
- Der Komponist James Hook gibt seinen Posten in Marylebone Gardens in London auf.

### Opern und andere Bühnenwerke
- 09. Januar: Die Uraufführung der Oper La Giannetta ossia l'incognita perseguitata von Pasquale Anfossi erfolgt am Teatro delle Dame in Rom.
- 18. Januar: Unter König Gustav III. beginnen im Stockholmer Bollhuset Opernaufführungen in Schweden.
- 22. Januar: Die Oper Der Töpfer von Johann André wird in Hanau uraufgeführt.

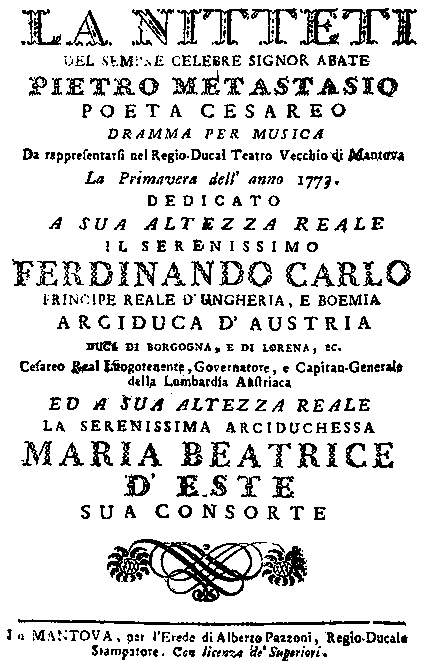
Titelseite des Librettos der Oper Nitteti von Luigi Gatti

- Im Frühjahr wird die Oper Nitteti von Luigi Gatti nach dem Libretto von Pietro Metastasio im Teatro Regio Ducale Vecchio in Mantua uraufgeführt.
- 04. März: Uraufführung der Oper Le Magnifique von André-Ernest-Modeste Grétry auf ein Libretto von Michel-Jean Sedaine in der Comédie-Italienne in Paris.
- 05. April: In Berlin findet die Uraufführung der komischen Oper Die Jubelhochzeit von Johann Adam Hiller mit dem Text von Christian Felix Weiße statt.
- 28. Mai: Die Oper Alceste von Anton Schweitzer mit dem Libretto von Christoph Martin Wieland wird am Hoftheater Weimar durch die Truppe von Abel Seyler uraufgeführt.
- 08. Juni: Das dramma giocoso La locandiera von Antonio Salieri nach dem gleichnamigen Bühnenstück von Carlo Goldoni hat seine Uraufführung mit einigem Erfolg am Wiener Burgtheater.
- 26. Juli: Die Uraufführung der Oper L’infedeltà delusa (deutsche Titel: Die vereitelte Untreue, Untreue lohnt sich nicht oder Liebe macht erfinderisch) von Joseph Haydn findet in Esterháza statt.
- 02. September: Auch die Uraufführung der Marionettenoper Philemon und Baucis oder Jupiters Reise auf Erde von Joseph Haydn erfolgt in Esterháza.
- 04. Dezember: Die lyrische Tragödie Sabinus von François-Joseph Gossec wird in Versailles uraufgeführt.
- 30. Dezember: Céphale et Procris ou L’amour conjugal eine Oper von André-Ernest-Modeste Grétry wird im Schloss Versailles uraufgeführt.
- Die Oper La finta parigina von Domenico Cimarosa wird in Neapel uraufgeführt.
- Andrea Lucchesi – L’inganno scoperto ovvero Il conte Caramella (Libretto von Carlo Goldoni)

### Kirchenmusik
- Samuel Arnold – Oratorium The Prodigal Son
- Carl Ditters von Dittersdorf – Oratorium La Liberatrice del Popolo Giudaico nella Persia, o sia l’Esther
- Wolfgang Amadeus Mozart

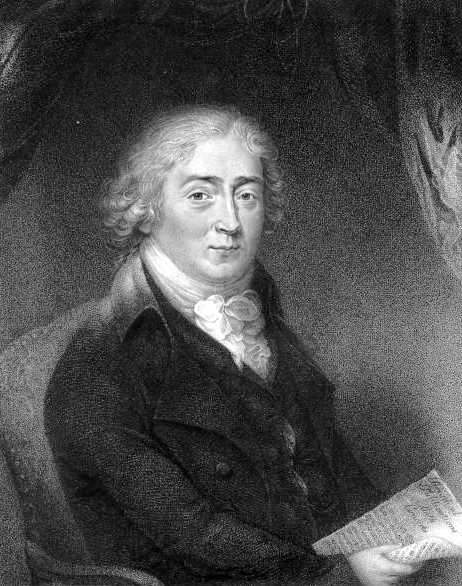
Venanzio Rauzzini. Gravur von Robert Hancock.

- - Die lateinische Motette Exsultate, jubilate (KV 165/158a) wird am 17. Januar durch den Kastraten Venanzio Rauzzini und ein Orchester in Mailand uraufgeführt.
  - Trinitatismesse C-Dur KV 167, Uraufführung am 5. Juni in Salzburg

### Orchestermusik
- Johann Georg Albrechtsberger – Harfenkonzert in C-Dur
- Wolfgang Amadeus Mozart
  - Sinfonie Nr. 22 C-Dur (KV 162)
  - Sinfonie Nr. 23 D-Dur (KV 181)
  - Sinfonie Nr. 24 B-Dur (KV 182)
  - Sinfonie Nr. 25 g-Moll (KV 183) „Kleine g-Moll-Sinfonie“
  - Sinfonie Nr. 26 Es-Dur (KV 184)
  - Sinfonie Nr. 27 G-Dur (KV 199/161b)
  - Klavierkonzert Nr. 5 D-Dur (KV 175)
  - Violinkonzert Nr. 1 B-Dur (KV 207)
  - Serenade Nr. 3 D-Dur, „Antretter“ (auch: „Andretter“) (KV 185/167a) (Final-Musik)
  - Marsch D-Dur (KV 167b)
  - Sechzehn Menuette für Orchester KV 176
  - Divertimento D-Dur (KV 205/167A)

### Kammermusik
- Luigi Boccherini
  - 6 Sestetti (auch Divertimenti oder Settimini) op. 16 (G. 461–466), für Traversflöte, 2 Violinen, Viola, 2 Violoncelli (evtl. mit Kontrabass)
  - 6 Quintettini op. 17 (G. 419–424), für Traversflöte, 2 Violinen, Viola, Cello[1]
- Wolfgang Amadeus Mozart
  - Streichquartett F-Dur (KV 158)
  - Streichquartett B-Dur (KV 159)
  - Streichquartett Es-Dur (KV 160/159a)
  - Divertimento Es-Dur für zwei Oboen, zwei Englischhörner, zwei Klarinetten, zwei Fagotte und zwei Hörner (KV 166/159d)
  - Sechs Wiener Streichquartette (KV 168 – KV 173)
  - Streichquartett B-Dur KV174
  - Divertimento B-Dur für zwei Oboen, zwei Englischhörner, zwei Klarinetten, zwei Fagotte und zwei Hörner (KV 186/159b)
  - Divertimento Nr. 6 C-Dur für zwei Flöten, Trompeten und Pauken (KV 188/240b)
- Giovanni Battista Sammartini – Sechs Streichquintette

### Klaviermusik
- Wolfgang Amadeus Mozart
  - Acht Menuette KV 315g
  - Sechs Variationen über Mio caro adone (KV 180/173c)

## Geboren

### Geburtsdatum gesichert
- 04. Januar: Johann Peter Heuschkel, deutscher Oboist, Organist und Komponist († 1853)
- 01. Februar: Johann Gottfried Arnold, deutscher Cellist und Komponist († 1806)
- 02. Februar: Vincenc Tuček, tschechischer Komponist († 1820)
- 15. März: François René Gebauer, französischer Komponist und Dirigent († 1845)

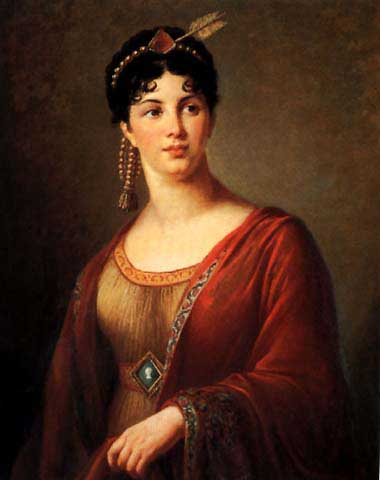
Giuseppina Grassini; * 8. April

- 08. April: Giuseppina Grassini, italienische Opernsängerin († 1850)
- 00. April: Johann Franz Brendler, schwedisch-deutscher Flötist († 1807)
- 26. Mai: Hans Georg Nägeli, Schweizer Musikpädagoge, Verleger und Komponist († 1836)
- 29. Mai: Ernst von Schwarzenberg, preußischer Bischof, Komponist und Domherr in Köln († 1821)
- 10. Juni: Charles-Simon Catel, französischer Komponist und Professor († 1830)
- 06. Juli (getauft): Wenzel Matiegka, tschechischer Komponist († 1830)
- 25. Juli: Ludwig Heydenreich, deutscher evangelischer Theologe und Kirchenlieddichter († 1858)
- 24. September: Johann Philipp Christian Schulz, deutscher Komponist und Gewandhauskapellmeister († 1827)
- 04. Oktober: Franz Peter Anton Mooser, österreichischer Orgelbauer († 1823)

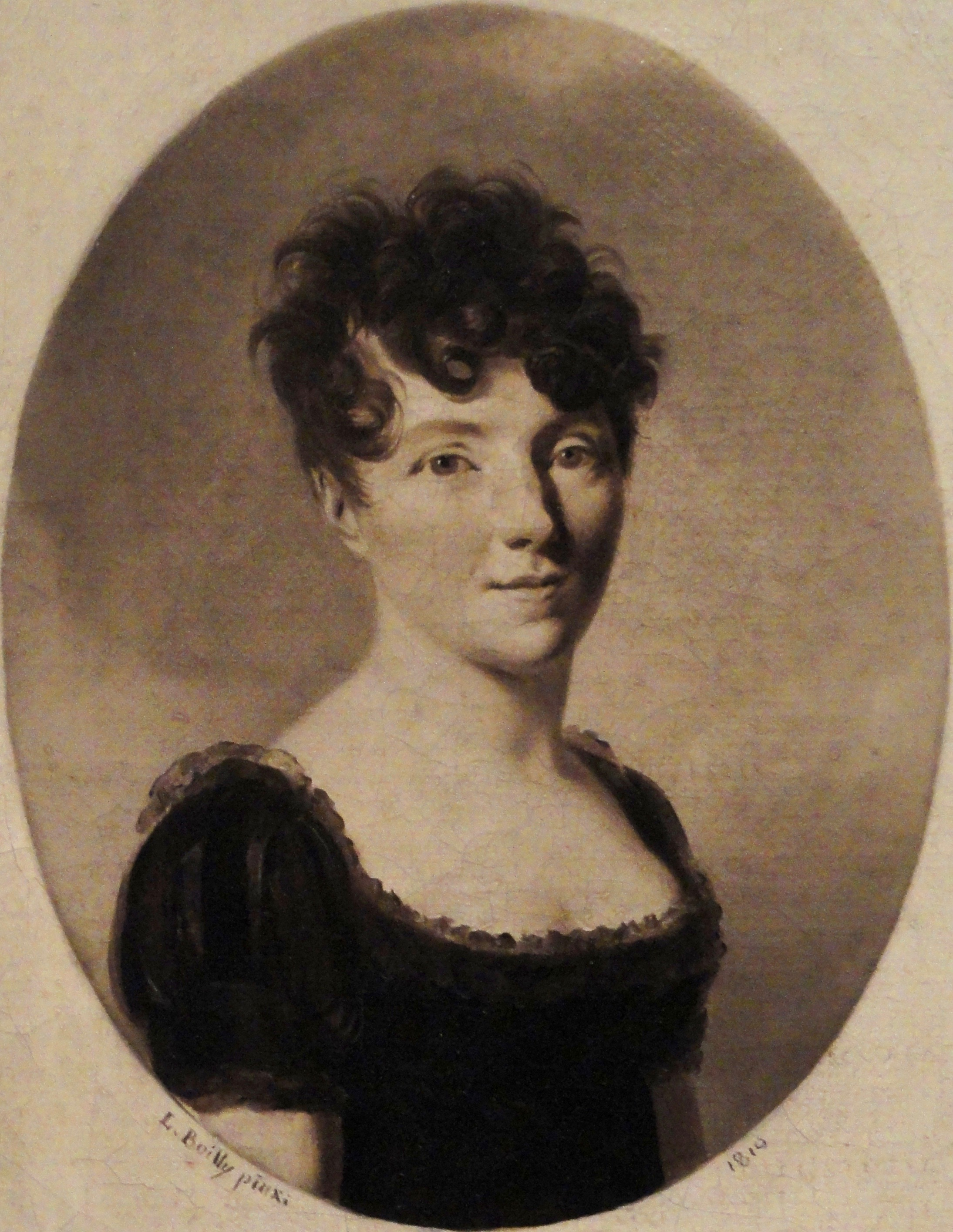
Sophie de Bawr; * 8. Oktober

- 08. Oktober: Sophie de Bawr, französische Schriftstellerin und Komponistin († 1860)
- 11. Oktober: Carl Leibnitz, deutscher Opernsänger, Chorleiter und Theaterschauspieler († 1851)

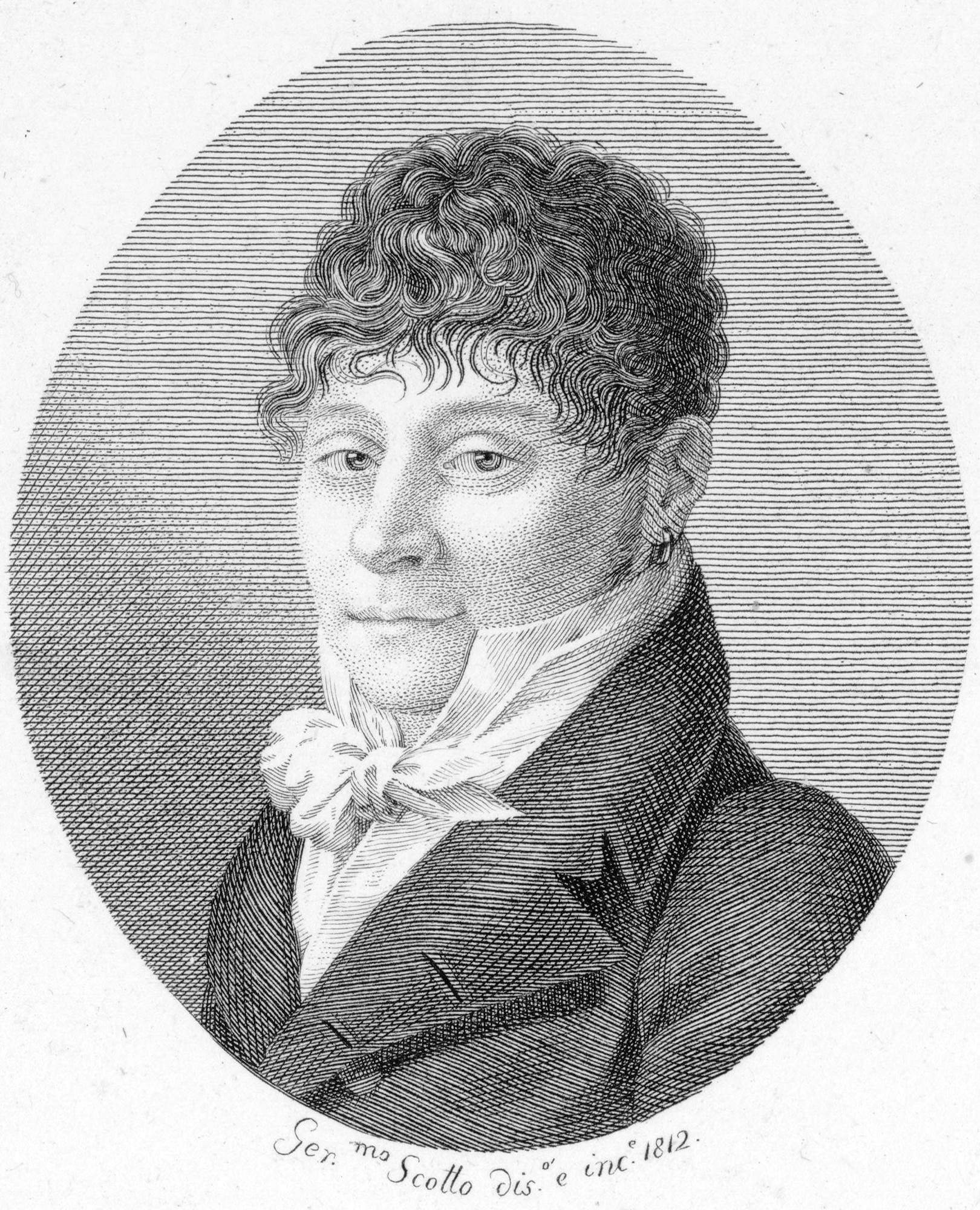
Pietro Generali; * 23. Oktober

- 23. Oktober: Pietro Generali, italienischer Komponist und Musikpädagoge († 1832)
- 14. Dezember: Johannes Evangelista Goßner, deutscher Autor, Pfarrer, Kirchenlieddichter und Missionar († 1858)
- 24. Dezember: Joseph Woelfl, österreichischer Pianist und Komponist († 1812)

### Genaues Geburtsdatum unbekannt
- Inga Åberg, schwedische Opernsängerin und Schauspielerin († 1837)
- Lino Gallardo, venezolanischer Komponist († 1837)
- Christian Gotthard Kettembeil, deutscher Kaufmann und Theaterleiter († 1850)
- Andrei Ossipowitsch Sichra, russischer Gitarrist, Komponist und Musikpädagoge († 1850)

## Gestorben

### Todesdatum gesichert
- 05. Januar: Jan Adam Gallina, böhmischer Komponist (* 1724)
- 24. Februar: Ludwig Eberhard Fischer, deutscher lutherischer Geistlicher, Theologe, Kirchenlieddichter und Politiker (* 1695)
- 11. April: Carlo Luigi Grua, italienischer Komponist und Kapellmeister (* um 1700)
- 23. April: Johann Cronthaler, österreichischer Orgelbauer (* um 1700)
- 24. April: Andreas Jäger, deutscher Orgelbauer (* 1704)
- 06. Mai: Johann Peter Guzinger, deutscher Komponist, Kammermusiker und Bratschist (* 1683)
- 24. Mai: Jan Zach, tschechischer Komponist und kurfürstlich Mainzer Hofkapellmeister (* 1713)
- 03. Juni: Johann Ludwig Konrad Allendorf, deutscher Pädagoge, lutherischer Pfarrer und Kirchenlieddichter (* 1693)
- 16. Juni: Alexius Molitor, deutscher Augustiner-Pater und Komponist von Kirchenmusik (* 1730)

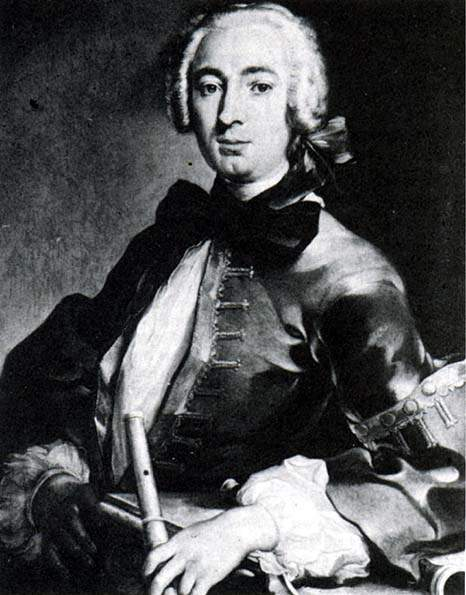
Johann Joachim Quantz; † 12. Juli

- 12. Juli: Johann Joachim Quantz, deutscher Musiker und Komponist (* 1697)
- 19. August: Burkhardt Tschudi, britischer Cembalobauer (* 1702)
- 26. August: Georg Friedrich Schmahl, süddeutscher Orgelbauer des Barock (* 1700)
- 19. September: Florian Johann Deller, österreichischer Komponist und Violinist (* 1729)
- 12. Oktober (begraben): Martin Friedrich Cannabich, deutscher Komponist, Oboist und Flötist (* um 1690)
- 15. November: Bernard Gates, englischer Komponist, Chorsänger und -leiter (* 1686)
- 01. Dezember: Girolamo Bon, italienischer Maler, Theaterdekorateur, Maschinenmeister, Komponist, Professor an Kunstakademie (* unbekannt)
- 05. Dezember: Johann Christian Dotzauer, deutscher Orgelbauer (* 1696)
- 14. Dezember: Johann Lorenz Bach, deutscher Komponist (* 1695)

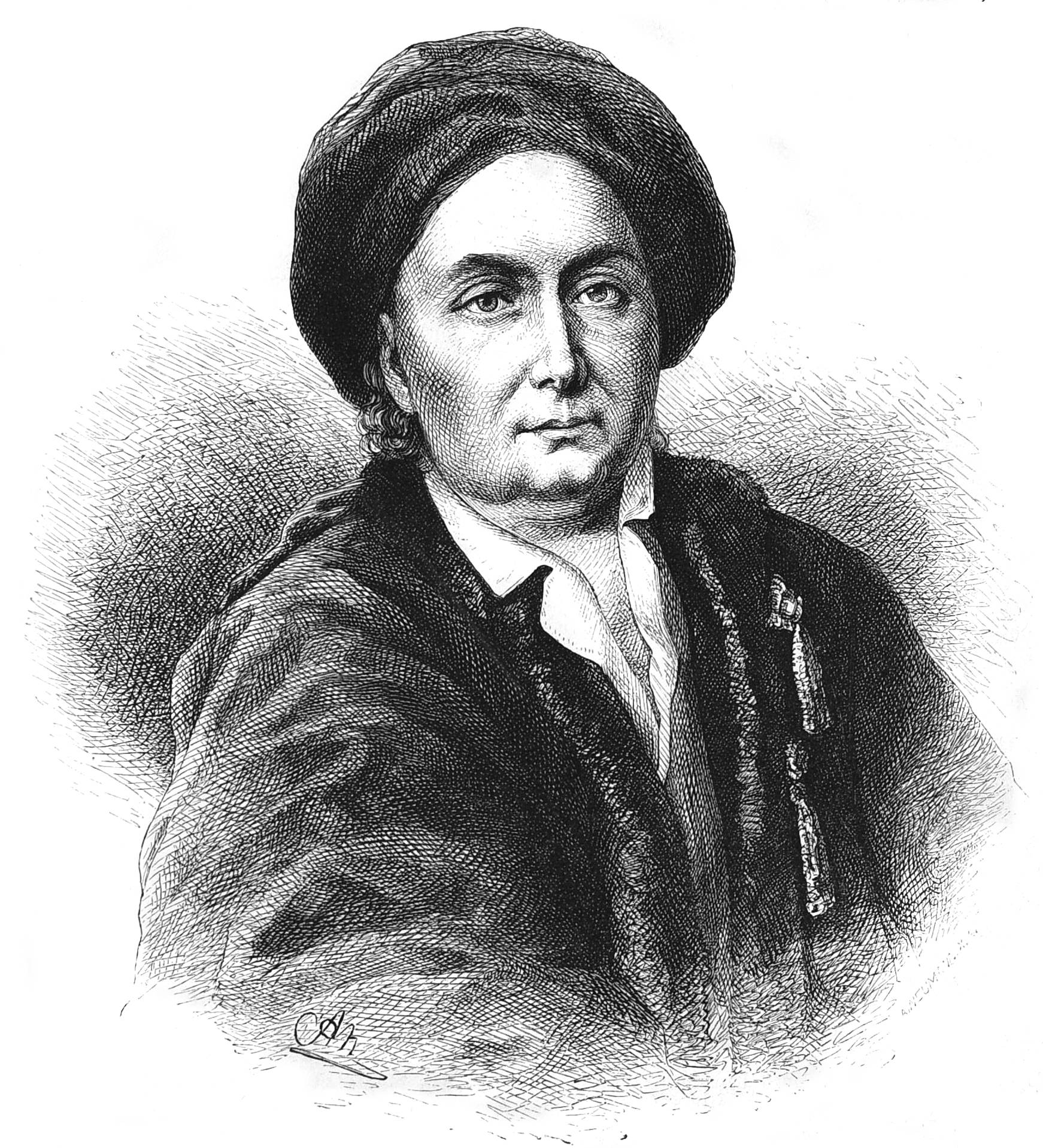
Ludwig van Beethoven der Ältere; † 24. Dezember

- 24. Dezember: Ludwig van Beethoven der Ältere, deutscher Sänger und Hofkapellmeister (* 1712)

### Genaues Todesdatum unbekannt
- Dietrich Christoph Gloger, deutscher Orgelbauer (* um 1705)

### Gestorben um 1773
- Ignaz Jakob Florian Casparides, österreichischer Orgelbauer (* 1700)
- Joan Baptista Pla, spanischer Komponist und Oboist (* um 1720)
- Ferdinand Schwarz, österreichischer Orgelbauer (* unbekannt)